# (6523) Clube
(6523) Clube ist ein marsbahnstreifender Asteroid des Hauptgürtels. Er wurde am 1. Oktober 1991 vom britisch-australischen Astronomen Robert McNaught am Siding-Spring-Observatorium (Sternwarten-Code 413) in Australien entdeckt.
Der Asteroid ist nach dem englischen Astronomen und Astrophysiker Victor Clube (* 1934) benannt.